# Rebecca Fisher
Rebecca Jane Fisher-Nash (apellido de soltera: Fisher) es un personaje ficticio de la serie de televisión australiana Home and Away, interpretada por la actriz Belinda Emmett de 1996 hasta el 11 de agosto de 1999. Previamente Rebecca había sido interpretada por la actriz Megan Connolly en 1998, por Danielle Carter en 1994 y por la actriz Jane Hall del 3 de abril de 1989 hasta ese mismo año.